# Lumbricalus vassae
Lumbricalus vassae is een borstelworm uit de familie Lumbrineridae. Het lichaam van de worm bestaat uit een kop, een cilindrisch, gesegmenteerd lichaam en een staartstukje. De kop bestaat uit een prostomium (gedeelte voor de mondopening) en een peristomium (gedeelte rond de mond) en draagt gepaarde aanhangsels (palpen, antennen en cirri).
Lumbricalus vassae werd in 2004 voor het eerst wetenschappelijk beschreven door Carrera-Parra.